# Johan Adam Wijnne

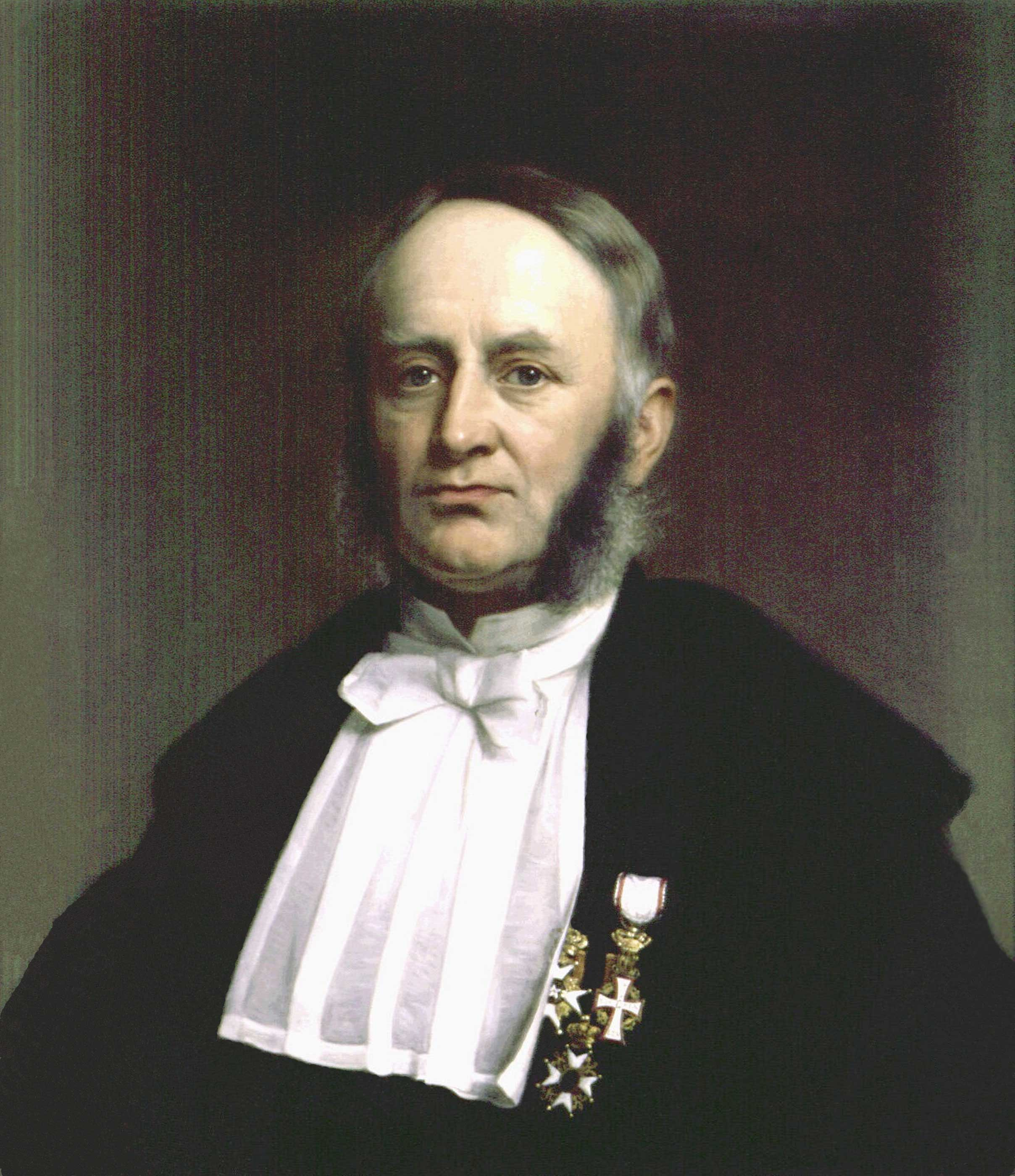
Johan Adam Wijnne

Johan Adam Wijnne (* 4. Dezember 1822 in Hoogeveen; † 1. August 1899 in Utrecht) war ein niederländischer Historiker.

## Leben
Johann Adam war der Sohn des Mediziners Doktor Arend Johan Wijnne (* 30. Juni 1791 in Elburg; † 16. April 1837 in Groningen) und dessen Frau Regina Catharina Secunda Nodell (* 26. Januar 1797 in Rotterdam; † 29. Oktober 1878 in Groningen). Als fünfzehnjähriger bezog er das Internat in Assen und immatrikulierte sich am 15. April 1843 an der Reichsuniversität Groningen. Seine prägenden Lehrer wurden hier Jacques Adolphe Charles Rovers und Petrus van Limburg Brouwer (1795–1847). Am 3. Juni 1848 promovierte er mit der Arbeit Quaestiones criticae de belli Punici secundi parte priori zum Doktor der Literatur. 1847 wurde er Lehrer und 1861 Rektor des Gymnasiums in Groningen.
Am 11. Juni 1873 berief man ihn zum Professor für Geschichte und politische Geographie an die Universität Utrecht, welche Aufgabe er am 29. September 1873 mit der Einführungsrede De moeielijkheid van 't opsporen der historische waarheid antrat. Als Utrechter Hochschullehrer beteiligte er sich auch an den organisatorischen Aufgaben der Hochschule und war 1885/86 Rektor der Alma Mater. Dieses Amt legte er mit der Rede De Utrechtsche hoogeschool in vorige eeuwen nieder. Wijnne hatte sich vor allem durch seine Handbücher zur allgemeinen und niederländischen Geschichte einen Namen gemacht, welche in mehreren Auflagen erschienen. Zudem publizierte er mehrere Artikel in den fachlichen Journalen und Zeitschriften seiner Zeit.
1882 wurde er Ritter des schwedischen Nordsternordens, 1883 Ritter des dänischen Dannebrogordens und 1886 Ritter des Ordens vom niederländischen Löwen. 1864 wurde er Mitglied der Gesellschaft der niederländischen Literatur in Leiden, am 6. März 1866 Honorarmitglied der Historischen Gesellschaft in Utrecht, am 16. Mai 1882 Mitglied der königlich niederländischen Akademie der Wissenschaften und 1889 auswärtiges Mitglied der friesischen Gesellschaft für Geschichte, Altertum und Sprachwissenschaft (niederländisch: Friesch genootschap vor geschied-, oudheid- en taalkunde) in Leeuwarden. Am 19. September 1893 wurde er aus seiner Professur emeritiert und erhielt zu diesem Zweck eine Rente von 2985 Gulden.
Wijnne heiratete am 11.  Juli 1849 te Noordbroek Ij(Y)da Cornelia Habbema (* 10. Dezember 1828 in Leeuwarden; † 30. Oktober 1898 in Utrecht), die Tochter des Kaufmanns Johannes Bokke Hermanus Habbema (* 6. Dezember 1802 in Buitenpost; † 2. April 1845 in Leeuwarden) und dessen Frau Petronella Geertruida Hamerster (* 23. November 1802 in Leeuwarden; † 1. August 1843 in Leeuwarden). Aus der Ehe sind keine Kinder bekannt.

## Werke (Auswahl)
- Quaestiones criticae de belli Punici secundi parte priori, quas, favente summon numine. Groningen 1848 (Online)
- De fide et auctoritate Appiani. Groningen 1855
- Hoofdgebeurtenissen en hoofdpersonen uit de eerste helft der Middeleeuwen. Groningen 1857 (Online)
- Geschiedenis der oudheid. De Oostersche volken en Griekenland in hoofdtrekken, met gestadige verwijzing naar de bronnen. Groningen 1863 (Online)
- Beknopt leerboek der algemeene geschiedenis. Groningen  1861–1862 (3. Aufl.); 1865 (4. Aufl.), 5. Aufl. 1865; 1868 1. Bd. (Online), 1871 Bd. 1–3 (Online); auch erschienen unter dem Titel: Algemeene geschiedenis. Groningen 1851–1853, 4. Bde.; 1869 (Online), 1885 (9. Aufl.), 1895 (10. Aufl.)
- Geschiedenis der oudheid. Groningen 1863
- Geschiedenis van het vaderland. Groningen 1863; 1870 (3. Aufl.), 1896 (10. Aufl.) (Online), 1886 (Online)
- Beknopte geschiedenis van het vaderland. Groningen 1868; 1897 (11. Aufl.)
- Bouwstoffen voor een geschiedenis der Latijnsche School en van 't Gymnasium Groningen. Groningen 1870 (Online) und 1873, 2. Bde.
- De fide et auctoritate Appiani in bellis Romanorum civilibus enarrandis exploratis fontibus, quibus usus esse videtur. Groningen 1855, (Online)
- Overzigt der algemeene geschiedenis. Groningen 1856; 1862 (4. Aufl.), 1871 (Online), 1882 (10. Aufl.), 1898 (13. Aufl.)
- Geschiedenis van de Nederlanden. Groningen 1873
- De moeielijkheid van 't opsporen der historische waarheid. Groningen 1873
- De wet van 28 april 1876 en de algemeene geschiedenis. Groningen 1877
- Négociations du comte d'Avaux, ambassadeur à la cour de Suède, pendant les années 1693, 97 et 98. Utrecht 1882–1883, 3. Bde. (1. Bd. Online), (2. Bd. Online), (3. Bd. Online)
- De geschillen over de afdanking van 't krijgsvolk in de Vereenigde Nederlanden in de jaren 1649 en 1650 en de handelingen van prins Willem II. Groningen 1885
- De Utrechtsche Hoogeschool in vorige eeuwen. Utrecht 1886
- Binnenlandsche geschiedenis van Frankrijk gedurende de middeleeuwen. Groningen 1893
- Eenige opmerkingen over W. Ihne, Römische Geschichte. Groningen 1895
- Handboek der algemeene geschiedenis. Groningen 1869; 1895 (8. Aufl. Online)
- De historiën van Marcius Coriolanus, Spurius Cassius Vecellinus en Spurius Maelius. Groningen 1896